# Neva, Wisconsin
Neva là một thị trấn thuộc quận Langlade, tiểu bang Wisconsin, Hoa Kỳ. Năm 2010, dân số của thị trấn này là 882 người.